# Период Дзёмон
Пери́од Дзёмо́н (яп. 縄文時代 дзё:мон дзидай, букв. «эпоха верёвочного орнамента») — период японской истории с 13 000 года до н. э. по 300 год до н. э., во время которого Япония была населена охотниками-собирателями и ранними сельскохозяйственными сообществами, объединяющим признаком которых являлась культура Дзёмон. Особенностями периода является начало использования жителями Японского архипелага керамических изделий, изготовление которых началось ранее 10 тысяч лет до н. э. Так как носителями культуры Дзёмон выступали населяющие в то время территорию Японии племена айнов, то может также рассматриваться как период истории айнов. Согласно западной археологической периодизации, период Дзёмон соответствует мезолиту и неолиту.
Название «верёвочный орнамент» (англ. cord-marked) впервые было использовано американским зоологом и востоковедом Эдвардом Морсом, который обнаружил черепки керамики в 1877 году и впоследствии перевел его на японский язык как дзёмон. Стиль керамики, характерный для начальных этапов культуры Дзёмон, был украшен впечатыванием шнуров в поверхность влажной глины и, как правило, считается одним из старейших в мире.
Период Дзёмон был богат на ювелирные изделия из кости, камня, раковин и рогов, керамические статуэтки, сосуды и лакированные изделия. Его часто сравнивают с доколумбовыми культурами тихоокеанского побережья Северной Америки и особенно с культурой Вальдивия в Эквадоре, потому что как и в этих культурах, развитие в первую очередь происходило через охоту и собирательство при ограниченном использовании растениеводства.

## История исследования

### Название периода
Период Дзёмон получил название от термина «дзёмон» (дословно — «след от верёвки»), так называют технику украшения глиняной посуды и фигурок догу шнуровым орнаментом, получившую распространение в этот период.
Японское слово было использовано для перевода словосочетания Cord Marked Pottery, которым воспользовался один из первых исследователей неолитической культуры Японии Эдвард Морс в 1879 году для описания керамики со стоянки Омори.
До Второй мировой войны для названия периода Дзёмон также использовался эквивалентный термин «каменный век».

## Описание

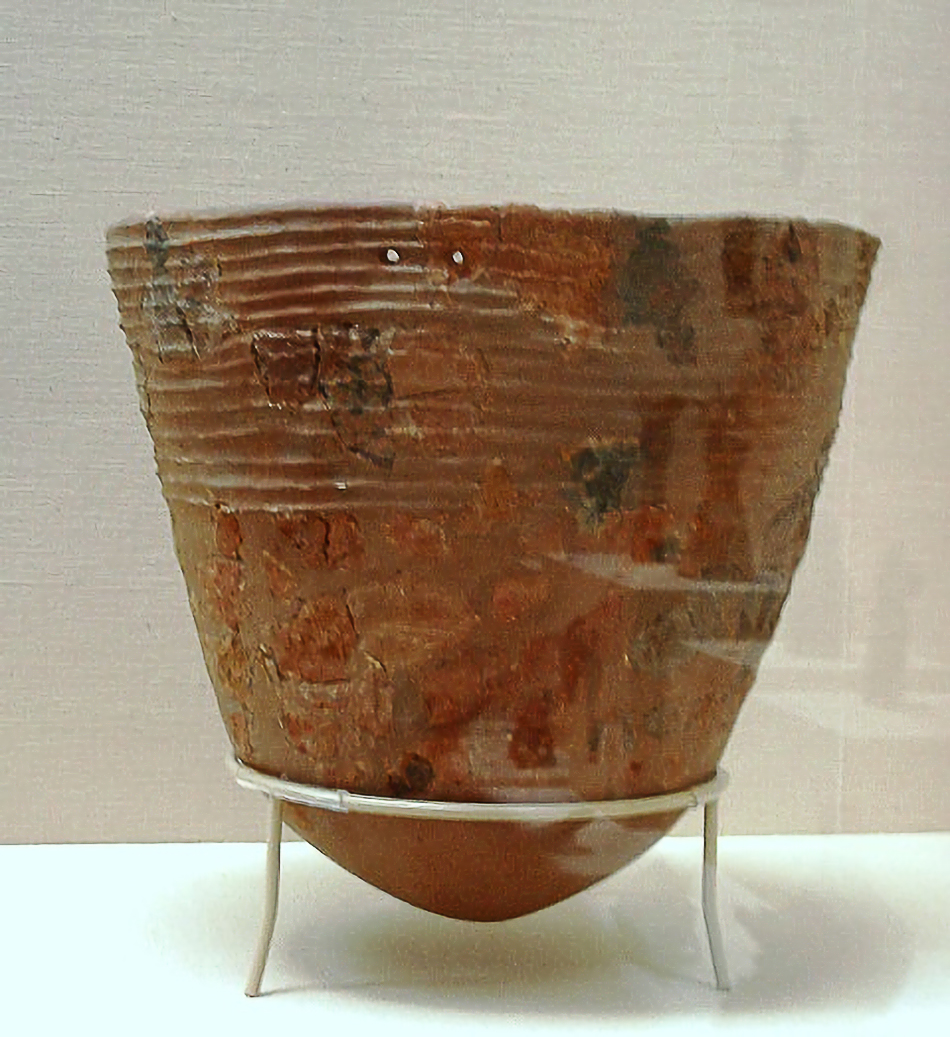
Образец керамики раннего периода дзёмон (4-е тысячелетие до н. э.)

Большинство историков считают, что последняя ледниковая эпоха соединила японские острова с азиатской частью материка. Судя по археологическим находкам, в 35—30-м тысячелетиях до н. э. человек разумный переселился на острова из восточной и юго-восточной части Азии и уже умел охотиться, на охоте использовать лук и стрелы, заниматься собирательством, речным и морским рыболовством и начал изготавливать различные каменные и костяные орудия труда, посуду из обожжённой глины. Из домашних животных на архипелаге были известны собаки и свиньи.
Каменные орудия труда, скопление жилищ и человеческие останки этого периода встречались на всей территории островов Японии. Наибольшее количество памятников эпохи Дзёмон было найдено на северной территории острова Хонсю.
Кроме того, генетические исследования 1988 года указывают на восточноазиатское происхождение японцев.
Распространение керамических изделий по территории Японии началось с северо-запада острова Кюсю.
Для большей части глиняных изделий периода Дзёмон характерна круглая форма днища, изделия в основном небольшого размера. Начиная с самого начала эпохи Дзёмон выделяют два культурных ареала по типу керамики — юго-западный и северо-восточный. Именно северо-восточные керамические изделия имеют украшенные верёвочным орнаментом стенки.

## Периодизация

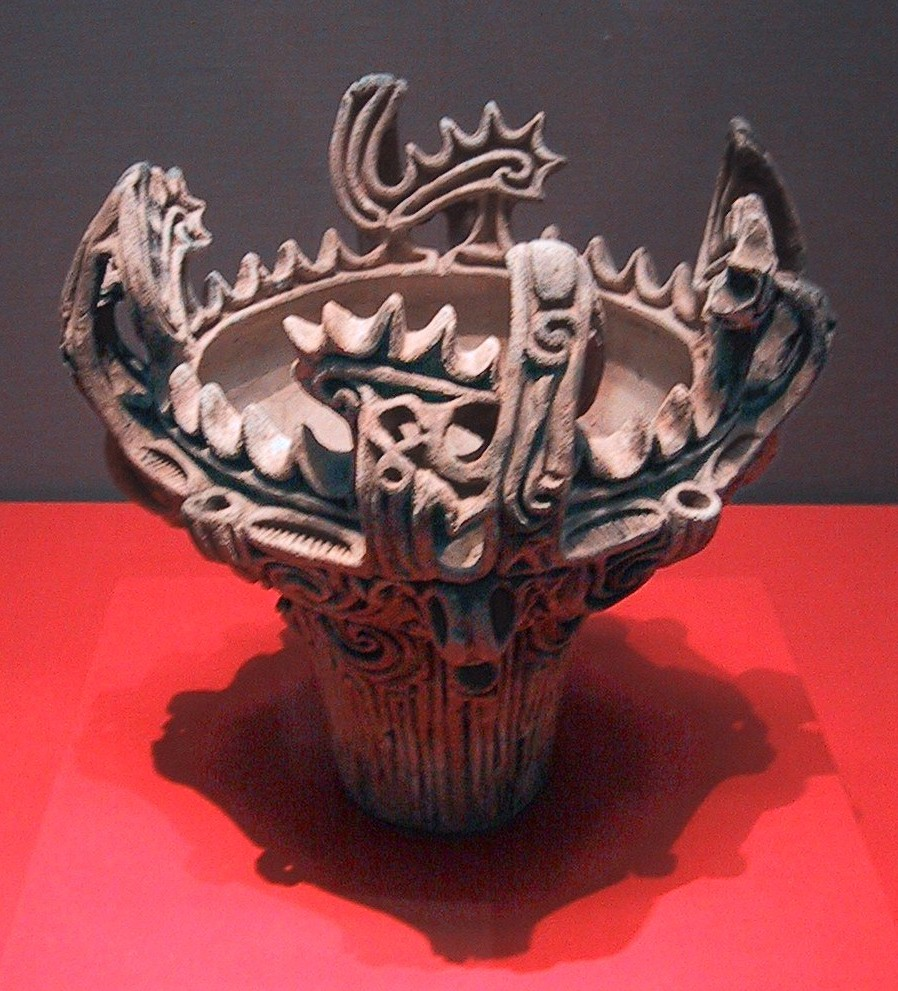
Образец керамики среднего периода Дзёмон (3-е тысячелетие до н. э.)

Хронология периода Дзёмон базируется на типах керамики этого периода.
В 1937 году японский археолог Яманоути Сугао выделил пять основных классов керамических изделий, относящихся к этому историческому периоду. В настоящее время рассматривается около 50 типов керамики этой эпохи.
Выделяют пять основных периодов в пределах эпохи Дзёмон:
1. прото Дзёмон (или самый ранний Дзёмон, Со-ки, 7-е — 5-е тысячелетие до н. э.),
2. ранний Дзёмон (Дзэн-ки, 4-е тысячелетие до н. э.),
3. средний Дзёмон (Тю-ки, 3-е тысячелетие до н. э.),
4. поздний Дзёмон (Ко-ки, 2-е тысячелетие до н. э.) и
5. заключительный Дзёмон (или самый поздний Дзёмон, Бан-ки, первая половина 1-го тысячелетия до н. э.).[2]

Хотя найденные образцы древней японской посуды из обожжённой глины ранее считались первыми образцами керамической посуды в мире, ещё более древней — 20 тысяч лет назад — оказалась керамика из китайского грота Сяньжэньдун. Самые ранние образцы японской керамики датируют 13-м тысячелетием до н. э. Возраст этих изделий был определён с помощью радиоуглеродного анализа. Радиоуглеродный анализ обугленных остатков пищи на исследованных образцах дал разброс между 15 300 и 11 200 лет назад.
Керамика раннего и среднего периода использовалась для приготовления и хранения пищи, запасов воды.
Более поздние образцы глиняных изделий имеют сложные и украшенные узорами ободки.

## Общество
Предки носителей культуры Дзёмон прибыли на Японский архипелаг в позднем палеолите. Вопрос их генезиса является дискуссионным в историографии. С конца XX века отстаиваются теории северно-азиатского и южно-азиатского их происхождения. Их прямыми потомками считают айнов, рюкюсцев и северо-восточное население Ямато.

### Хозяйство
Экономическую основу японского общества периода Дзёмон составляли охота, рыболовство и собирательство. Существуют предположения, что неолитическое население архипелага знало примитивное подсечно-огневое земледелие, а также могло одомашнить диких кабанов.
На охоте дзёмонцы чаще всего использовали простые луки. Археологи находят останки этого оружия преимущественно в торфяных слоях стоянок, расположенных в болотистых низинах. На 1994 год учёные нашли лишь 30 полностью уцелевших луков. Они изготавливались, как правило, из головчатотисовых видов деревьев и покрывались чёрным лаком. Наконечники стрел делались из твёрдого камня обсидиана. Также в охоте использовались копья, но, в отличие от лука, ими пользовались редко. Остатки копий часто обнаруживают на Хоккайдо и Северо-восточном регионе, однако они являются редкостью для региона Канто. В Западной Японии копья почти не встречаются. Кроме оружия, на охоте также использовались собаки и волчьи ямы. Чаще всего жители Японского архипелага охотились на кабанов, оленей, диких уток и фазанов.
Рыбу и морские продукты гарпунили или вылавливали рыбацкими сетями, а затем коптили. В раковинных насыпях, тогдашних свалках, учёные находят удильные крючки, острия малых и больших гарпунов, рыбацкие пловцы и грузила. Большинство этих орудий изготовлены из кости оленя. Их обнаруживают преимущественно в стоянках, расположенных на речных и морских побережьях. Эти орудия использовались в определённые времена года и были ориентированы на определённые виды рыб: бонитов, красных пагров, морских судаков и различные виды моллюсков. Удочки и гарпуны были индивидуальными орудиями, а сетки — коллективными. Особое развитие рыболовство получило после среднего Дзёмона. Химический анализ черепков из 13 стоянок верхне-палеолитического периода Дзёмон подтвердил наличие в горшках жирных кислот, свойственных пресноводным и морским рыбам, из чего делается вывод, что рацион питания того времени формировался на рыбной ловле.
Собирательство играло в хозяйственной жизни людей того периода ведущую роль. Продукты растительного происхождения активно употреблялись в пищу уже с раннего Дзёмона. Большинство из них составляли твёрдые плоды деревьев, такие как каштаны, орехи и жёлуди, клубни — таро и ямс. Их собирали осенью в больших количествах и складывали в плетённые из лозы корзины. Из желудей изготовляли муку на примитивных жерновах и выпекали хлеб. Часть продуктов хранили на зиму в неглубоких ямах, которые находились на границах поселений. Доказательствами существования таких ям служат стоянка Саканосита (в посёлке Арита префектуры Сага) и стоянка в поселении Санъё, Окаяма. Кроме твёрдых плодов в употребление шли водяные орехи, актинидии, плоды сапиндусов и афанантов, японский кизил, виноград, свидина. Зёрна этих растений были найдены рядом с запасами твёрдых плодов на стоянке Торихама (посёлок Вакаса префектуры Фукуи). Вероятно, дзёмонцы занимались примитивным сельским хозяйством, о чём свидетельствуют обнаруженные на местах их поселений остатки сельскохозяйственных культур — тыкв-горлянок и золотистой фасоли. Они также собирали китайскую крапиву и уртику, из которой изготовляли волокно для одежды.

### Жильё
В течение всего периода Дзёмон жители Японского архипелага жили в землянках и полуземлянках, традиционных жилищах докерамической эпохи. Жильё было погружено в землю, имело земляные стены и пол, а также каркас из деревянных столбов, который поддерживал крышу из шкур животных, травы и хвороста. Землянки периода Дзёмон различались по регионам. Больше всего их находят в Восточной Японии; меньше — в Западной.
Жилища начала периода Дзёмон имели простую конструкцию. Они делились на прямоугольные или круглые в плане. Центром жилья был очаг, который был нескольких типов: земляным, горшковым и каменным. Первый изготовляли путём простого выкапывания неглубокой ямки в полу, в которой жгли хворост и дрова; второй мастерили из нижней части горшка, который вкапывали в пол; третий сооружали из гальки или маленьких камней, которыми обкладывалось место для костра. Жильё регионов Тохоку и Хокурикудо этой эпохи отличались от остальных японских аналогов большими размерами. Начиная со среднего Дзёмона они имели сложную конструкцию, которая предусматривала использование нескольких очагов в одном доме.
Жильё было не только местом отдыха, но и пространством, тесно связанным с мировоззрением и верованиями. После 3-го тысячелетия до н. э. появился обычай зарывать при входе в землянку, имевшего форму коридора, неповреждённые керамические кувшины и горшки. Предполагают, что в них складывали молочные зубы или плаценту новорождённых. В некоторых домах размещали каменные фаллические палки сэкибо или ритуальные каменные полати. В Центральной Японии и регионе Канто найдены землянки с вымощенным плоским камнем полом.
Среднестатистическая площадь жилья составляла 20—30 м². Обычно в нём проживала одна семья от 5 человек и более. Доказательством такого количества жителей служит находка на стоянке Убаяма (Итикава, Тиба), где были обнаружены захоронение семьи в землянке — двое мужчин, две женщины и один ребёнок.
Существовали также большие здания, которые находят в Северной и Северо-Центральной Японии. В частности, на стоянке Фудодо (Асахи, Тояма) исследователи раскопали землянку, что имела четыре очага и в плане напоминала эллипс длиной 17 м и радиусом 8 м. На стоянке Сугисавадай (Носиро, Акита) была обнаружена землянка такой же формы, длиной 31 м и радиусом 8,8 м. Точное назначение этих больших сооружений неизвестно. Гипотетически они могли выполнять роль места сборов, амбаров или коллективной мастерской.

### Поселение

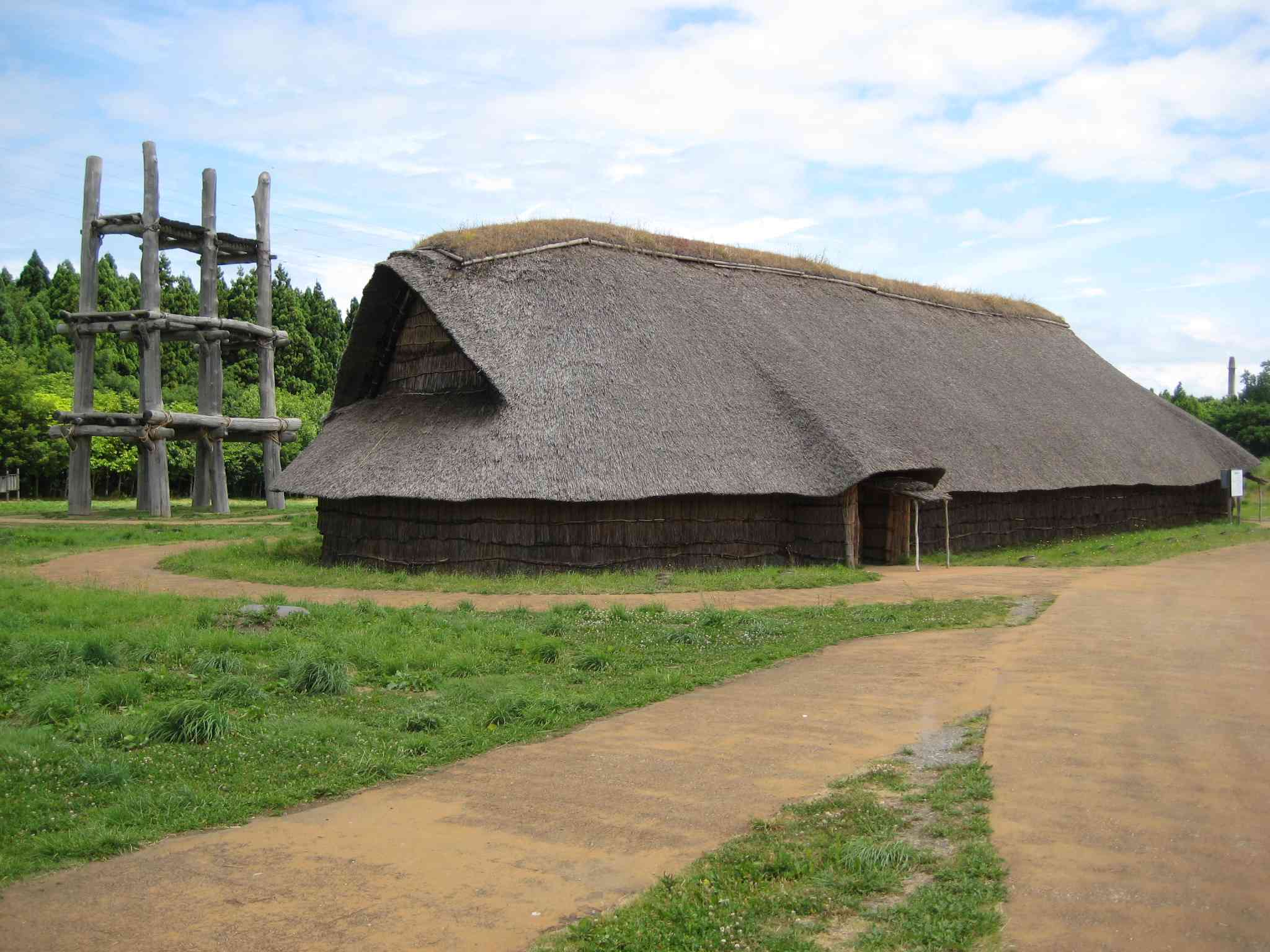
«Зал собраний» в отреставрированном поселении на стоянке Саннай Маруяма.

Несколько жилищ образовывали поселение. В Прото-Дзёмоне оно состояло из двух-трёх землянок. В раннем Дзёмоне количество жилья увеличилось, что даёт основания говорить о постепенном переходе к оседлому образу жизни. Жильё сооружали вокруг площади на примерно одинаковом расстоянии. Эта площадь была центром общественной и религиозной жизни поселения.
В историографии такой тип поселений называют «круглым» или «подковоподобным». Они были традиционными на всей территории Японского архипелага начиная со среднего Дзёмона. Неизвестно, были ли поселения временными или постоянными, однако известно, что их обитатели проживали в них длительное время. Об этом свидетельствует продолжение керамических культурных стилей поселения, а также наслоение поселений раннего периода на поселения позднего.
Кроме жилых сооружений в состав поселения входили так называемые «здания на подпорках». Фундамент этих сооружений напоминал прямоугольник, эллипс или шестиугольник. Они не имели земляных стен, пола и очага и находились на столбах-подпорках. Ширина этих зданий колебалась в пределах 5—15 м. Они были самыми крупными сооружениями наподобие больших землянок севернояпонского типа. Назначение «зданий на подпорках» неизвестно.
Кроме оседлых поселений археологи находят поселения, которые не имели жилищ и напоминают временные лагеря.

### Погребение
Жители Японии периода Дзёмон, как правило, хоронили покойников в раковинных насыпях (кайдзука (貝塚)). Эти насыпи выполняли одновременно роль корзины и кладбища и находились рядом с жилищами. По результатам археологических исследований, на одну насыпь раннего Дзёмон приходилось 1—2 захоронения, а на аналогичную насыпь позднего Дзёмон — более 30. В 1-м тысячелетии до н. э. появились большие кладбища, как в раковинной насыпи на стоянке Ёсиго (Тахара), где было найдено свыше 300 скелетов. Материалы захоронений свидетельствуют о переходе от кочевого к оседлому образу жизни, а также о постепенном росте населения древней Японии.
В большинстве захоронений преобладало т. н. «скорченное погребение»: руки и ноги умершего сгибали так, что его тело напоминало эмбрион, его помещали в яму без гроба и закапывали. Известны также отдельные случаи вытянутого погребения, которые получили распространение с 3-го тысячелетия до н. э.. Начиная с заключительного Дзёмона, наряду с захоронением появился обычай трупосжигания: обожжённые кости конечностей умершего складывали в прямоугольник, а посреди него складывали череп и другие кости. Как правило, захоронения были индивидуальными, однако существовали и коллективные могилы родственников или детей. Самая большая коллективная могила периода Дзёмон, длиной 2 м с 15 покойниками, была найдена в раковинной насыпи стоянки Миямотодай (Фунабаси, Тиба).
Кроме обычных ямных захоронений в раковинных насыпях существовали и другие. В ряде стоянок археологи находят могильники, в которых покойники похоронены в ямах с каменным полом или в больших каменных гробах. Такой тип захоронения был привычным для Северной Японии в заключительный Дзёмон. На территории Хоккайдо традиционными были захоронения на отдельных крупных кладбищах вне поселений с богатым погребальным инвентарём. Кроме этого, на всей территории тогдашней Японии существовал обычай хоронить мертворождённых, грудных малышей и умерших детей в возрасте до 6 лет в керамических кувшинах. Изредка в таких кувшинах хоронили взрослых — их тела сжигали, а кости, после обряда мытья водой, вкладывали в посуду.

### Палеогенетика
У представителя позднего периода Дзёмон (F5), жившего на острове Ребун примерно 3500—3800 лет назад, определена Y-хромосомная гаплогруппа D1b2a-CTS220 (ISOGG 2018). У дзёмонца F5 и дзёмонки F23 определена митохондриальная гаплогруппа N9b1. У образца IK002 (2500 лет до настоящего времени, Центральная Япония) также определена митохондриальная гаплогруппа N9b1.
У образца I6341 (Burial 5, JOM_137, 1500—1000 лет до н. э., Funadomari, Ребун) определена Y-хромосомная гаплогруппа D-M174/F1344>D1b-M64.1>Z1516 и митохондриальная гаплогруппа N9b1. У образца I13887 (1063 Burial 7, 2191—1982  лет до н. э., Rokutsu Shell Mound, Хонсю) определена Y-хромосомная гаплогруппа D1a2a3a-Z1570 (D1b1c1 в ISOGG 2018) и митохондриальная гаплогруппа N9b1. У образца I13886 (1062 Burial 6, 2136—1959 лет до н. э., Rokutsu Shell Mound, Хонсю) определена D1a2a3a-Z1575 (D1b1c1 в ISOGG 2018) и митохондриальная гаплогруппа N9b1.
У образца I13883 (1050 Burial 2, 984—835 лет до н. э., Rokutsu Shell Mound, Хонсю) определена Y-хромосомная гаплогруппа D1b-M64.1>D1b1c-CTS6609>D1b1c1-Z1574>Y11739 (ISOGG 2018) и митохондриальная гаплогруппа N9b2a.
Представитель финального периода Дзёмон IK002 образует базальную линию к исследованным геномам Восточной и Северо-Восточной Азии, вероятно, представляя некоторые из самых ранних волн мигрантов, которые отправились на север из Юго-Восточной Азии в Восточную Азию. IK002 генетически родственен с 7888-летним охотником-собирателем La368 культуры Хоа-Бинь (Лаос). На графике PCA IK002 находится между современными жителями Восточной Азии, группой древних охотников-собирателей Хоа-Бинь и верхнепалеолитической (40 тыс. л. н.) особью из китайской пещеры Тяньюань. Кроме того, IK002 демонстрирует сильное генетическое родство с коренными аборигенами Тайваня, что может поддерживать прибрежный маршрут миграции предков дзёмонцев. Анализ ДНК женщины F23 из погребения эпохи позднего Дзёмон в Фунадомари на острове Ребун показал, что общий предок дзёмонцев и ханьцев жил примерно 18 000 — 38 000 лет назад. Также анализ ДНК показал, что дзёмонцы генетически близки к восточноазиатским прибрежным популяциям от российского Дальнего Востока до Корейского полуострова, в том числе к коренным жителям Тайваня. Японцы, ульчи, корейцы, коренные жители Тайваня и филиппинцы генетически ближе к дзёмонке F23, чем к ханьцам.
У представителей начального периода Дзёмон из Iyai rock-shelter (8,300—8,200 тыс. л. н.) определили митохондриальные гаплогруппы N9b (образцы Iyai1 и Iyai8) и N9b3 (Iyai4). У представителей начального периода Дзёмон из Higashimyou shell midden определили митохондриальные гаплогруппы N9a2a (Higa002), M7a1a (Higa006, 7,934—7,792 тыс. л. н.) и M80'D (Higa020). У представителя раннего периода Дзёмон определили митохондриальную гаплогруппу M7a1a (Todo5, Todoroki shell midden, 6,210—6,094 тыс. л. н.). У представителей среднего периода Дзёмон определили митохондриальные гаплогруппы M7a (Kaso6, Kasori shell midden) и N9b (Uba2, Ubayama shell midden). У представителя позднего периода Дзёмон определили митохондриальную гаплогруппу M7a1a (MB-TB27, Mabuni hantabaru). Согласно анализу многомерного шкалирования, митохондриальные геномы индивидов периода Дзёмон оказываются в том же генетическом кластере, что и митогеномы современного населения Японских островов.

### Обряды и верования
Источником сведений о религиозных представлениях жителей Японии периода Дзёмон служит погребальный инвентарь. Его наличие свидетельствует, что дзёмонцы верили в существование души и загробную жизнь. В состав такого инвентаря входили вещи, которые покойник использовал при жизни: гребешки, серьги, браслеты, нашейные и нагрудные украшения, перстни и пояса. Чаще всего в захоронениях встречаются раковинные браслеты и пояса из оленьего рога. Первые изготавливались из крупных раковин глицимериса или раппана, в середине которых делали отверстие для руки и шлифовали до блеска; вторые делались из развилки оленьего рога и покрывались сложным орнаментом. Украшения имели не только эстетическую, но и ритуально-магическую функцию. Браслеты обычно носили женщины, а пояса — мужчины. Количество и богатство декора украшений указывали не на социальную, а половую и возрастную дифференциацию.
В поздний Дзёмон существовал инициационный обычай вырывания или спиливания зубов. За жизнь молодому человеку удаляли определённое количество резцов или клыки, что знаменовало о его вхождении в группу взрослых. Способ и порядок вырывания зубов был отличен по времени и по регионам. Также бытовал обычай подпиливания четырёх резцов верхней челюсти в форме малых трезубцев или двузубцев. Реализация таких операций нуждалась в соответствующих хирургических навыках.
Ещё одним артефактом, связанным с религиозными представлениями жителей тех времён, являются керамические женские статуэтки догу. Их иногда называют «дзёмонскими венерами». Древнейший образец такой статуэтки был найден на стоянке Ханавадай (Сакура, Тиба), которая датируется ранним Дзёмоном. В зависимости от стиля исполнения догу классифицируют на несколько типов: плоские, цилиндрические, рельефные с ногами, с треугольными лицами, филиноподобные, с окуляроподобными глазами. Почти все статуэтки изображают женщин с большим, возможно беременным, животом. Как правило, их находят в поломанном состоянии. Предполагают, что догу символизировали женское начало, семью, рождаемость и использовались в обрядах, связанных с культом фертильности. С этим же культом ассоциируются фаллические символы — каменные дубинки сэкибо, каменные мечи и ножи, которые олицетворяют мужское начало, власть, авторитет.
Также изготавливали деревянные и каменные догу. Они играли роль амулетов-оберегов. Такую же роль имели магатамы, которые изготавливались из драгоценного камня и носились на шее. Кроме них жители древней Японии производили керамические маски, назначение которых неизвестно.

### Производство
Население периода Дзёмон изготавливало каменные и деревянные орудия и изделия, использовало асфальт и технику лакирования уруси.